# Cerkev sv. Marije, Kairo
Cerkev svete Marije (koptsko Ⲉⲕⲕⲗⲏⲥⲓⲁ ⲛⲧⲉⲙⲁⲥⲛⲟⲩⲧ), znana tudi kot Viseča cerkev (egiptovska arabščina الكنيسة المعلقة el Mu'allaqah, koptsko Ⲉⲕⲕⲗⲏⲥⲓⲁ ϫⲓⲛⲓⲱⲓ) je ena najstarejših cerkva v Egiptu in stoji na mestu, kjer zgodovina cerkvenih zgradb sega v 3. stoletje. Spada pod koptsko pravoslavno cerkev Aleksandrije.
Viseča cerkev je poimenovana po svoji lokaciji nad vrati Babilonske trdnjave, rimske trdnjave v Koptskem Kairu (Stari Kairo); njena ladja se razteza čez prehod. Cerkvi se dostopa po devetindvajsetih stopnicah; prvi prišleki so jo poimenovali »Stopniščna cerkev«. Površina se je od rimskega obdobja povečala za približno šest metrov, tako da je rimski stolp večinoma pokopan pod zemljo, kar zmanjšuje vidni vpliv cerkvenega povišanega položaja. Vhod iz ulice je skozi železna vrata pod kamnitim lokom. Fasada iz 19. stoletja z dvonadstropnimi stolpi se nato vidi nad ozkim dvoriščem, okrašenim s sodobno umetnostjo bibličnih motivov. Po stopnicah in skozi vhod je še eno majhno dvorišče, ki vodi do zunanje verande iz 11. stoletja.

## Pomen
Viseča cerkev je najbolj znana koptska krščanska cerkev v Kairu, pa tudi morda prvič zgrajena v bazilikalnem slogu. Verjetno je bila zgrajena med patriarhatom Izaka (690-692), čeprav je nekdanja cerkvena zgradba morda obstajala drugje že v 3. ali 4. stoletju. Najstarejša omemba cerkve je bila izjava v biografiji patriarha Jožefa I. (831-849), ko je guverner Egipta obiskal ustanovo. Cerkev je večinoma obnovil papež Abraham (975-978) in je videla številne druge rekonstrukcije, vključno z obsežnim popravilom in obnovo cerkve in njegove okolice, dokončane leta 2011 . Predmeti zgodovinskega pomena so v Koptskem muzeju.
Cerkev je mesto več poročil Marijih prividih . Pravijo, da se je v sanjah pokazala papežu Abrahamu v 970-ih v zgodbi o tem, kako je sveti Simon čevljar premaknil goro Mokattam.

## Sedež koptskega papeža
Sedež koptskega pravoslavnega papeža Aleksandrije je bil v zgodovini Aleksandrija. Ker pa se je vladajoča oblast odselila od Aleksandrije v Kaira po muslimanskem osvajanju Egipta med mandatom papeža Kristodolosa, je Kairo postal stalna in uradna rezidenca koptskega papeža v Viseči cerkvi leta 1047.
Rivalstvo med cerkvijo svetega Sergeja in Bakha ter El Mu'allaqah je izbruhnilo zaradi želje  patriarha, da ga posvetijo v Viseči cerkvi, slovesnost, ki se je tradicionalno dogajala v svetem Sergeju in Bakhu.

## Ikone
El Mu'allaqah ali Viseča cerkev ima 110 ikon, najstarejša pa sega v 8. stoletje, večina pa iz 18. stoletja. Nakhla Al-Baraty Bey je nekatere od njih dal kot darila leta 1898, ko je bil nadzornik cerkve . Ikonostas osrednjega svetišča je narejen iz ebenovine, ki je prepletena s slonovo kostjo in jo nadgrajujejo ikone Device Marije in dvanajstih apostolov. Glavni oltar (egipčanska arabščina haikal) je narejen iz ebenovine z vložki slonove kosti, ki je vrezana v segmente, ki prikazujejo več oblik koptskega križa, ki segajo v 12. ali 13. stoletje. Nad oltarnim zaslonom je dolga vrsta sedmih velikih ikon, osrednja je Kristus, ki sedi na prestolu. Na eni strani so postavljene ikone Device Marije, nadangela Gabriela in svetega Petra. Na drugi strani so ikone svetega Janeza Krstnika, nadangela Mihaela in svetega Pavla .
- Ikone in okras na zaslonu
- Zelo cenjena ikona
- Ikona svetega Merkurija, ki jo je naredil Yuhanna al-Armani

## Notranjost cerkve
- Vhod z ulice
- Detajl v notranjosti cerkve
- Detajl marmorne prižnice
- Sodčkasto obokan strop
- Molilci v cerkvi
- Notranjost